# Reinhard Jassmann
Reinhard Jassmann (* 20. August 1954) ist ein ehemaliger deutscher Boxer.

## Werdegang
Jassmann gewann als Amateur viermal die Landesmeisterschaft in Hessen und wurde dreimal Südwestdeutscher Meister. Er wurde 1980 bundesdeutscher Amateurboxmeister im Halbmittelgewicht. Auf internationaler Ebene wurde er Zweiter beim Akropolis-Turnier in Athen und schloss den Intercup 1979 als Dritter ab. Im Mai 1981 nahm er an der Europameisterschaft teil und schied im Achtelfinale gegen den Franzosen Patrick Magnetto aus. In der Box-Bundesliga war er mit dem TV Korbach vertreten und wurde mit der Boxstaffel 1980 und 1981 jeweils Zweiter der deutschen Meisterschaft.
Beruflich wurde er als Gas- und Wasserinstallateur tätig, zusammen mit seiner Ehefrau betrieb er bis April 2020 des Weiteren einen Sportartikelversand. 1990 war er an der Neugründung der Boxabteilung des TSV Korbach beteiligt, wurde bei dem Verein Cheftrainer und setzte im Rahmen dieser Tätigkeit das Boxen als Mittel gesellschaftlicher Integration und der Jugendpflege ein. Als Auszeichnung für seine Arbeit wurde er 2019 zum Bürgerfest des Bundespräsidenten geladen.
Im Juli 2020 sprach das Landgericht Kassel Jassmann am Ende seines elfjährigen Rechtsstreits eine Summe von 150.000 Euro zu, nachdem Jassmann bei der Behandlung einer Krebserkrankung Folgeschäden erlitten hatte.

### Familie
Sein Sohn Mario Jassmann wurde ebenfalls Boxer. Reinhard Jassmann ist der Bruder von Manfred Jassmann.